# Rote Felsenkrabbe
Die Rote Felsenkrabbe (Grapsus adscensionis) ist eine Art der Krabben. Sie wurde bis 1990 mit der ebenfalls oft als Rote Felsenkrabbe bezeichneten Roten Klippenkrabbe (Grapsus grapsus) gleichgestellt, danach taxonomisch als eigenständige Art geführt. Grapsus adscensionis kommt im Ostatlantik vor, Grapsus grapsus dagegen überwiegend im westlichen Atlantik.

## Merkmale
Die Art wird bis zu 8,0 cm groß. Männchen haben einen 25 bis 74 Millimeter breiten Carapax, der der Weibchen variiert von 28 bis 74 Millimeter. Grapsus adscensionis ist sehr flach gebaut, um sich in der Brandung gut Felsen anschmiegen zu können. So verhindern diese Krabben ins Meer gespült zu werden. Grapsus adscensionis ist oft zahlreich in größeren Gruppen als tagaktive Tiere anzutreffen. Wenn Gefahr droht fliehen sie schnell ins Wasser.
Im Gegensatz zu den rot gefärbten Alttieren, sind juvenile Tiere schwarz mit hellen Punkten oder Linien.

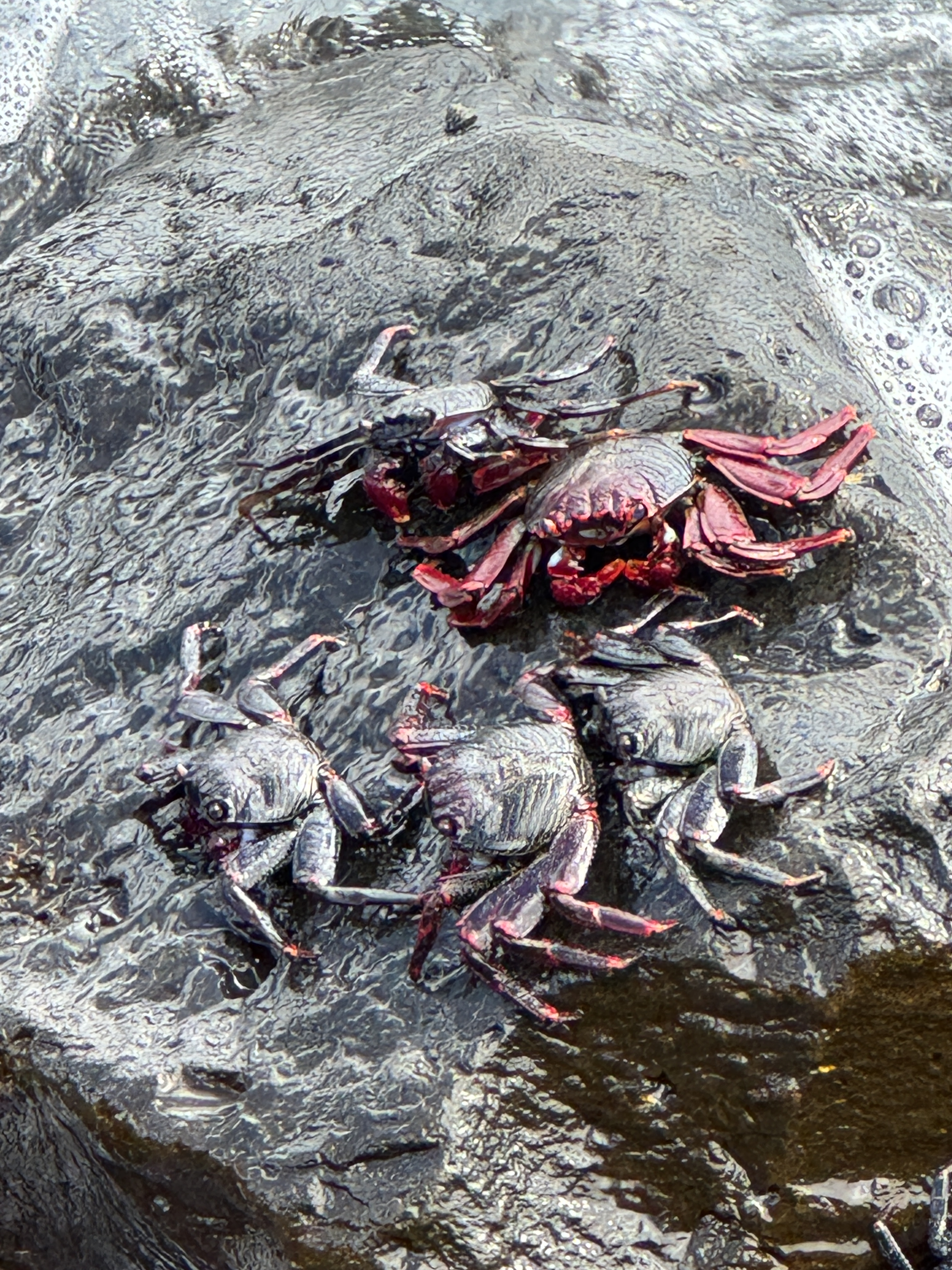
Rote Alttiere und schwarze Jungtiere an der Küste von Lanzarote

## Vorkommen
Die Rote Felsenkrabbe kommt an den Küsten des Ostatlantiks vor, vom südwestlichen Portugal bis Namibia. Sie ist auch auf den Azoren, Madeira, Ilhas Selvagens, Kanarischen Inseln, Ascension und St. Helena zu finden.

## Habitate
Sie kommt in Brandungszonen, Felsküsten, Gezeitenzone, von 0–13 Metern vor. Sie lebt in der Gezeitenzone, besonders in der ständig von Wasser bedeckten flachen Schelfregion, unterhalb der Niedrigwasserlinie bis zur Schelfkante in durchschnittlich 200 m Tiefe. Sie ist ein Allesfresser (omnivor) und ernährt sich durch das Abweiden von Algenaufwuchs.
Sie lebt in der Nähe der Wasserlinie auf Felsen, ist an Land sehr aktiv und sucht bei Gefahr Zuflucht im Meer.